# 舞樂圖屏風
舞樂圖屏風（日语：／ bugakuzubyobu */?）為江戶時代後期由京狩野家第九代狩野永岳繪製的六曲一雙屏風。現收藏於日本東京國立博物館。

## 創作歷史
狩野永岳於27歲（1816年）繼任京狩野家家主。
33歲（1822年）成為京都九條家九條尚忠的家臣，之後隨同之至江戶出差，期間以其實見繪製《富士百幅》。
34歲（1823年）正式被九條家錄用為專用畫師。之後由狩野永岳領導的京狩野家似乎也成為了紀州徳川家和彦根井伊家的御用畫師。
57歲（1846年）成為朝廷御用繪師次席，其落款有「金門畫史」、「金門畫院第一史」的紀錄。
58歲（1847年）為桂宮家繪製座敷繪。
66歲（1855年）參與朝廷安政度造宮的障壁畫製作。
78歲（1867年）去世，同年大政奉還。
狩野永岳作品多存於臨濟宗妙心寺、臨濟宗大德寺等障壁或穹頂，另外在東本願寺的別院也藏有多樣作品。
《舞樂圖屏風》推估作於1823年至1867年之間。

## 畫作內容
左邊偏上為全株的松樹和其後的楓樹，其上部及河對岸的楓樹被金雲掩蔽；右方偏下為全株的松樹和其後的櫻樹，並有一大一小的大太鼓，其下部及河對岸的櫻樹被金雲掩蔽。河橫穿左扇屏風，再呈４５度角流向畫面遠方消失於右扇屏風。
|                  | 左六扇（秋景） | 左六扇（秋景） | 左六扇（秋景） | 左六扇（秋景） | 左六扇（秋景） | 右六扇（春景） | 右六扇（春景） | 右六扇（春景） | 右六扇（春景） |
| 位置(由右至左數) | 左89           | 左7            | 左3-6          | 左2            | 左1            | 右56           | 右34           | 右2            | 右1            |
| 舞樂名稱         | 納曾利         | 陵王           | 林歌           | 胡飲酒         | 採桑老         | 胡蝶           | 迦陵頻         | 貴德           | 散手           |
| 分類             | 右舞           | 左舞           | 右舞           | 左舞           | 左舞           | 右舞           | 左舞           | 右舞           | 左舞           |

## 題材
舞樂為日本雅樂中的一個分類，屬於外來音樂（相對於傳入日本後本土化產生的國風歌舞而言），由舞蹈與伴奏兩部分組成。不伴隨舞蹈的樂器合奏則稱為管弦。
日本雅樂是自中國、朝鮮半島、南亞的印度、越南等地的儀式音樂演變而來，這些音樂約在奈良時代左右傳入日本。多用於宮廷消遣或慶典祭祀，並成為上層階級藝術欣賞形式之一。

## 構圖與技法
京狩野家由狩野山樂開始與江戶狩野家開始分別，但在第一代狩野山樂、第二代狩野山雪的時期，仍和江戶狩野家一起進行障壁畫等工程，與同時代的狩野探幽相互影響。狩野探幽承繼上代狩野永德的大畫面魄力十足的畫風，加以改造，將原本氣勢逼人幾近粗獷的缺點，加以調節，使其趨於穩定和諧。舉例而言，同樣是畫松，狩野永德的松會以陽剛墨色下筆，劇烈凹折枝幹充滿畫面，而狩野探幽的松則以較柔軟的筆觸，全株入畫且留下適當空間，並加入對角線呼應的雉雞平衡畫面。而這樣的構圖傳統很明顯地被狩野永岳運用在《舞樂圖屏風》中。
京狩野家於第三代狩野永納時開始沒落。因永納堅持傳統的目標確立，京狩野家在其後難以創新，終至漸漸不再被選為障壁畫等大型創作工程的繪師。但第九代狩野永岳廣泛學習新興畫派，並再現京狩野家第二代狩野山雪的靈動引人遙想風格，使京狩野家再次回歸御用畫師地位，達成京狩野家的再興。
所以在《舞樂圖屏風》中可見到精緻靈動的人物動作與表情，復古大和繪四季流動以興感的傳統，將兩扇屏風的跨度由空間的移轉（右到左）化為時間的流動（春到秋）。河流由右扇（遠方）流到左扇（近處）更提供了另一個軸向的時間空間流轉暗示。特意只在右扇最右方畫出樂器，可能也隱喻舞樂這樣象徵富足喜慶的活動將在滿開之春中，由美妙音樂開場，由歡樂貫穿，由無盡的舞樂繼續下去。在舞樂人物的選擇上也可看到狩野永岳將本該一組組上場的舞者依序同列一畫面，表現了空間與時間的矛盾，卻也使觀者在順著次序觀賞時，融時間與空間的移轉於一眼中，產生特別的感官體驗。隱約見於金雲之間的對岸使畫面充實，春秋兩季滿開的櫻花和滿紅的楓葉散佈河岸間，平衡整體畫面並維持華麗感，襯托河流漸漸消失於金雲後。
這樣富情趣與暗示，並因此引人遐思的作畫風格，正是狩野永岳對狩野山雪的再現。

## 類似作品
- 舞樂圖屏風 - 狩野永納。（1631-1697）筆  江戸時代
- 舞樂圖屏風 - 狩野探信（守政）。（1653-1718）筆  江戸時代
- 金地著色舞樂圖- 俵屋宗達。（約1596-1643）筆  江戸時代

## 外部連結
- 日本東京國立博物館畫像檢索